# Epizoanthus erdmanni
Epizoanthus erdmanni är en korallart som först beskrevs av Daniel Cornelius Danielssen 1890.  Epizoanthus erdmanni ingår i släktet Epizoanthus och familjen Epizoanthidae.
Artens utbredningsområde är Norra Ishavet. Inga underarter finns listade i Catalogue of Life.